# Sonic hedgehog
Sonic hedgehog (kurz SHH) ist ein Protein, das als sekretorisches interzelluläres Signalmolekül im Sonic-Hedgehog-Signalweg die Embryonalentwicklung der Säugetiere reguliert. In Wirbeltieren wird Sonic hedgehog entlang der Mittellinie des Zentralnervensystems, in der Chorda und der Zone polarisierender Aktivität exprimiert. Als ventralisierendes Signalmolekül trägt es zur Bildung der Anlage des ventralen Neuralrohrs, der antero-posterioren Achse und in ventralen Somitenzellen zur Induktion des Sklerotoms bei, das um Chorda und Neuralrohr die Anlagen der Wirbel ausbildet.
Das menschliche SHH-Gen besitzt drei Exons und codiert für ein 462 Aminosäuren langes Polypeptid. Das Protein wird zunächst als Präkursor-Protein synthetisiert, woraufhin eine Spaltung des Signalpeptids erfolgt. Danach erfolgt eine autoproteolytische Spaltung mithilfe eines nukleophilen Angriffs von Cholesterin und führt zur Freisetzung eines 25 kDa schweren C-terminalen Fragments. Das entstandene 19 kDa schwere N-terminale Fragment mit kovalent gebundenem Cholesterin trägt die Signalaktivität.
Das SHH-Gen konnte als erstes Gen in der Maus und im Menschen identifiziert werden, das im Zusammenhang mit Holoprosencephalie stand. Weiterhin sind SHH-Mutationen mit einem breiten Spektrum an zerebralen Fehlbildungen im Bereich der Mittellinie assoziiert.